# Henrik Karlsson
Henrik Karlsson (* 27. November 1983 in Stockholm) ist ein schwedischer Eishockeytorwart mit kasachischer Staatsbürgerschaft, der zuletzt bei Barys Nur-Sultan in der Kontinentalen Hockey-Liga unter Vertrag stand. Sein Bruder Rickard war ebenfalls ein professioneller Eishockeyspieler.

## Karriere
Henrik Karlsson begann seine Karriere als Eishockeyspieler in seiner Heimatstadt in der Nachwuchsabteilung von Hammarby Hockey, in der er bis 2002 aktiv war. Anschließend spielte der Torwart je zwei Jahre lang für den Drittligisten Botkyrka HC, sowie den IK Oskarshamn aus der zweitklassigen HockeyAllsvenskan, für den er sein Debüt im professionellen Eishockey gab. Von 2006 bis 2008 stand er erneut für seinen Heimatverein Hammarby Hockey zwischen den Pfosten, diesmal in der HockeyAllsvenskan, jedoch beendete er die Saison 2007/08 bei dessen Ligarivalen Malmö Redhawks, bei dem er auch die Saison 2008/09 begann, ehe er sie bei Södertälje SK in der Elitserien beendete.

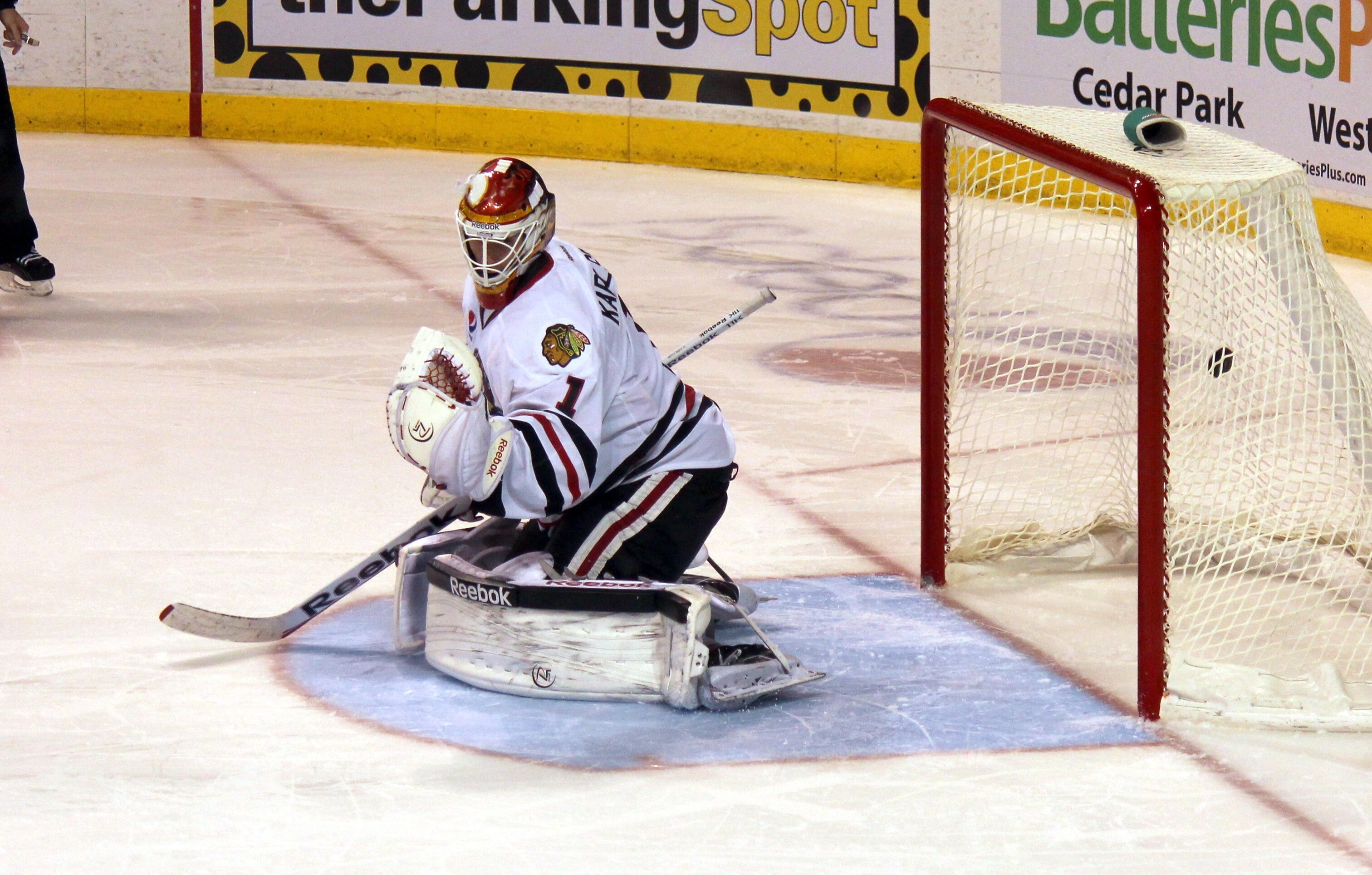
Karlsson im Trikot der Rockford IceHogs

Am 12. August 2009 unterschrieb Karlsson einen Vertrag bei den San Jose Sharks aus der National Hockey League, wurde jedoch einen Tag später für die gesamte Saison 2009/10 an den Färjestad BK aus der Elitserien ausgeliehen. Dort konnte er mit einem Gegentorschnitt von 2.45 pro Spiel und einer Fangquote von 91,4 % überzeugen. Im Tausch gegen ein Sechstrundenwahlrecht im NHL Entry Draft wurde der Schwede im Juni 2010 von San Jose zu den Calgary Flames transferiert. Für die Kanadier gab er zu Beginn der Saison 2010/11 sein Debüt in der National Hockey League. In Calgary war er hinter dem Finnen Miikka Kiprusoff Ersatztorwart. Im Januar 2013 transferierten ihn die Flames zu den Chicago Blackhawks, für welche er jedoch keine Partie absolvierte. Vor der Saison 2013/14 wurde er von Skellefteå AIK aus der Svenska Hockeyligan verpflichtet, im Januar 2014 jedoch an den HK Awangard Omsk aus der Kontinentalen Hockey-Liga abgegeben. Für Awangard absolvierte er bis Saisonende noch zehn KHL-Partien und gewann zudem mit dem Klub den Nadeschda-Pokal.
Im Mai 2014 wurde er von KHL-Neueinsteiger Jokerit Helsinki verpflichtet. Nach zwei Jahren in Helsinki wechselte er im Mai 2016 zu einem anderen KHL-Verein, Barys Astana/Nur-Sultan aus Kasachstan. Dort stand er in den folgenden fünf Jahren unter Vertrag und war Barys’ Stammtorhüter. Dabei absolvierte er über 200 KHL-Partien bei meist sehr guten statistischen Werten. Im Mai 2021, kurz vor der Weltmeisterschaft 2021, konnte er sich nicht auf eine Vertragsverlängerung mit Barys einigen und wurde daher auch nicht für den WM-Kader berücksichtigt.

### International
Im Dezember 2017 gab Karlsson bekannt, sich um die kasachische Staatsbürgerschaft bewerben zu wollen, um Kasachstan international vertreten zu können. Im April 2018 erhielt er die kasachische Staatsbürgerschaft und war anschließend sofort für die kasachische Nationalmannschaft spielberechtigt, da er Schweden nie bei einem IIHF-Turnier, sondern nur bei Freundschaftsspielen und anderen Turnieren wie der Euro Hockey Tour vertreten hatte.
Sein Weltmeisterschaftsdebüt für Kasachstan gab er bei der Weltmeisterschaft 2018, als er in der Division I die beste Fangquote erreichte. Auch bei der 2019 spielte er mit den Kasachen in der Division I, als er die drittbeste Fangquote nach dem Slowenen Luka Gračnar und dem Südkoreaner Matt Dalton und den zweitgeringsten Gegentorschnitt nach Gračnar erreichte und der Aufstieg in die Top-Division gelang, der aufgrund der weltweiten Covid-19-Pandemie aber erst 2021, als Karlsson nicht nominiert wurde, wahrgenommen werden konnte. Zudem vertrat er Kasachstan bei der Olympiaqualifikation für die Winterspiele in Peking 2022.

## Erfolge und Auszeichnungen
- 2014 Gewinn des Nadeschda-Pokal mit HK Awangard Omsk
- 2018 Höchste Fangquote der Weltmeisterschaft der Division I, Gruppe A
- 2019 Aufstieg in die Top-Division bei der Weltmeisterschaft der Division I, Gruppe A